# Aleja Jana Pawła II.
Die  Aleja Jana Pawła II. (deutsch:  Johannes-Paul-II.-Allee)  ist eine der wichtigsten Nord-Süd-Verkehrsadern in Warschau. Sie erstreckt sich über eine Länge von 4,2 Kilometern durch den gesamten Innenstadtbezirk und verläuft in einem Abstand von rund 500 Metern westlich parallel zur Ulica Marszałkowska. Sie liegt zu einem großen Teil auf dem Gebiet des jüdischen Ghettos, das hier von 1939 bis 1943 bestand.

## Geschichte
Die Allee wurde bereits vor dem Zweiten Weltkrieg geplant, jedoch aufgrund der hohen Kosten, die mit dem Aufkauf der Grundstücke in der Innenstadt verbunden waren, nicht realisiert. Im Zweiten Weltkrieg wurde die Bebauung zerstört und Stadtplaner konnten auf die Vorkriegspläne zurückgreifen. Die ersten Baumaßnahmen erfolgten ab 1949. In den Jahren 1955 bis 1959 wurde die Allee errichtet. Sie trug verschiedene Namen kommunistischer Politiker. Nach der Wende 1989 wurde sie nach dem polnischen Papst Johannes Paul II. umbenannt. Nach 1989 wurden beidseits der Allee zahlreiche Wolkenkratzer gebaut.